# 吉沢 (菊川市)
吉沢（よしざわ）は静岡県菊川市の大字。

## 地理
菊川市の北部、河城地区の南部に位置する。東で倉沢、西で潮海寺、南で沢水加及び和田、北で富田及び友田と接する。

### 河川
- 菊川

### 字一覧
40近くの字がある（2018年（平成30年）10月16日現在）。
- 蔵ノ前（くらのまえ）
- 後久（ごきゅう）
- 山の神（やまのかみ）
- 東西寺（とうざいじ）
- 海戸田（かいどだ）
- 前田（まえだ）
- 辻（つじ）
- 居沼（いぬま）
- 上ノ段（うえのだん）
- 勧言田（かんげんだ）
- 池田（いけだ）
- 岩ノ上（いわのうえ）
- 弥宣屋敷（ねぎやしき）
- 赤谷（あかや）
- 一口ケ谷（ひとくちがや）
- 象ケ谷（ぞうがや）
- 唐沢（からさわ）
- 大平屋敷（たいへいやしき）
- 千駄原（せんだはら）
- 入道ケ谷（にゅうどうがや）
- 萩ノ田（はぎのだ）
- 池ヶ谷（いけがや）
- 学ノ谷（がくのや）
- 鰐淵（わにぶち）
- 宮ノ前（みやのまえ）
- 飯川（いいがわ）
- 奥屋敷（おくやしき）
- 立ノ谷（たてがや）
- 境海戸（さかいがいと）
- 堂ノ前（どうのまえ）
- 西ノ谷（にしのや）
- 中ノ谷（なかのや）
- 久保川（くぼかわ）
- 段（だん）
- 掛田（かけだ）
- 東ノ谷（ひがしのや）
- 宮ケ谷（みやがや）
- 向山

## 歴史

### 沿革
- 1889年（明治22年）4月1日 - 町村制の施行により、城東郡村が周辺の村と合併し、城東郡河城村となる[WEB 7]。旧村名は河城村の大字として残る[WEB 8]。
- 1896年（明治29年）4月1日 - 郡制の施行により所属郡が小笠郡に変更。
- 1955年（昭和30年）3月31日 – 河城村が 菊川町に編入される。
- 2005年（平成17年）1月17日 – 菊川町が小笠町と新設合併を行い、菊川市となる。

## 施設
- 菊川市立河城小学校
- 菊川市河城地区センター
- 神明神社
- 曹洞宗 吉澤山 西福寺（菊川観音）

## 交通

### バス
- 菊川市コミュニティバス
  - 沢水加コース：（菊川市立総合病院 方面 - ）吉沢橋 - 河城地区センター（ - 六本松集会所 方面）
  - 倉沢・富田コース：（菊川市立総合病院 方面 - ）吉沢橋 - 河城地区センター（ - 富田（落合商店）方面）

### 道路
- 静岡県道79号吉田大東線
- 静岡県道234号吉沢金谷線

## その他

### 学区
小学校・中学校の学区は以下の通りである。
| 番・番地等 | 小学校             | 中学校               |
| ---------- | ------------------ | -------------------- |
| 全域       | 菊川市立河城小学校 | 菊川市立菊川東中学校 |

### 警察
警察の管轄区域は以下の通りである。
| 番・番地等 | 警察署     | 交番・駐在所 |
| ---------- | ---------- | ------------ |
| 全域       | 菊川警察署 | 菊川駅前交番 |

### WEB
1. ↑  “h02_22.csv”.   総務省 (2022年2月10日). 2025年7月16日閲覧。
2. ↑  “静岡県菊川市吉沢 (222247010)”.   人文学オープンデータ共同利用センター. 2025年7月16日閲覧。
3. ↑  “静岡県 菊川市 吉沢の郵便番号 - 日本郵便”.   日本郵便. 2025年7月16日閲覧。
4. ↑  “市外局番の一覧”.   総務省 (2022年3月1日). 2025年7月16日閲覧。
5. ↑  “事業所案内及び管轄地域（事務所3件、分室3件）”.   一般社団法人静岡県自動車会議所. 2025年7月16日閲覧。
6. ↑  “菊川市小字一覧 - 静岡県オープンデータ”.   静岡県 (2018年10月16日). 2025年7月16日閲覧。
7. ↑  “historyofcities.pdf”.   静岡県総務部合併推進室・財団法人静岡県市町村振興協会. 2025年7月16日閲覧。
8. ↑  “解説ページ”.   株式会社エア. 2025年7月16日閲覧。
9. ↑  “菊川市／通学区域一覧”.   菊川市 (2024年4月1日). 2025年7月16日閲覧。
10. ↑  “交番駐在所一覧表｜静岡県警察”.   静岡県警察 (2023年6月12日). 2025年7月16日閲覧。